# Campionati mondiali di sci nordico 1985
I Campionati mondiali di sci nordico 1985, trentacinquesima edizione della manifestazione, si svolsero dal 17 al 27 gennaio a Seefeld in Tirol, in Austria. Vennero assegnati tredici titoli.
Per la prima volta i Mondiali assunsero cadenza biennale negli anni dispari, anziché quadriennale negli anni pari non olimpici com'era stato fino ad allora.
Un'altra rilevante novità fu introdotta nella combinata nordica in campo tecnico, con l'esordio del metodo Gundersen per il calcolo del punteggio.

## Risultati

### Uomini

#### Combinata nordica

##### Individuale
| Posizione | Atleta            | Nazione        | Punti  |
| --------- | ----------------- | -------------- | ------ |
| 1         | Hermann Weinbuch  | Germania Ovest | 410,10 |
| 2         | Geir Andersen     | Norvegia       | 399,84 |
| 3         | Jouko Karjalainen | Finlandia      | 396,60 |
| 4         | Heiko Hunger      | Germania Est   | 391,75 |
| 5         | Fredy Glanzmann   | Svizzera       | 390,32 |
| 6         | Uwe Dotzauer      | Germania Est   | 386,80 |

18 gennaio

Trampolino: Toni Seelos K90

Fondo: 15 km

##### Gara a squadre
| Posizione | Nazione          | Atleti                                               | Punti   |
| --------- | ---------------- | ---------------------------------------------------- | ------- |
| 1         | Germania Ovest   | Thomas Müller Hubert Schwarz Hermann Weinbuch        | 1276,90 |
| 2         | Norvegia         | Geir Andersen Espen Andersen Hallstein Bøgseth       | 1256,02 |
| 3         | Finlandia        | Jyri Pelkonen Jukka Ylipulli Jouko Karjalainen       | 1202,60 |
| 4         | Unione Sovietica | Oleksandr Prosvirnin Allar Levandi Aleksandr Majorov | 1199,34 |
| 5         | Germania Est     | Oliver Warg Heiko Hunger Uwe Dotzauer                | 1174,58 |
| 6         | Polonia          | Tadeusz Bafia Karol Kołtas Janusz Guńka              | 1166,58 |

25 gennaio

Trampolino: Toni Seelos K90

Fondo: 3x10 km

#### Salto con gli sci

##### Trampolino normale
| Posizione | Atleta          | Nazione      | Punti |
| --------- | --------------- | ------------ | ----- |
| 1         | Jens Weißflog   | Germania Est | 225,3 |
| 2         | Andreas Felder  | Austria      | 216,0 |
| 3         | Per Bergerud    | Norvegia     | 214,6 |
| 4         | Manfred Deckert | Germania Est | 212,8 |
| 5         | Ernst Vettori   | Austria      | 212,5 |
| 6         | Klaus Ostwald   | Germania Est | 211,2 |

17 gennaio

Trampolino: Toni Seelos K90

##### Trampolino lungo
| Posizione | Atleta         | Nazione        | Punti |
| --------- | -------------- | -------------- | ----- |
| 1         | Per Bergerud   | Norvegia       | 224,2 |
| 2         | Jari Puikkonen | Finlandia      | 223,0 |
| 3         | Matti Nykänen  | Finlandia      | 221,7 |
| 4         | Jiří Parma     | Cecoslovacchia | 220,6 |
| 5         | Ernst Vettori  | Austria        | 219,0 |
| 6         | Primož Ulaga   | Jugoslavia     | 216,9 |

16 gennaio

Trampolino: Bergisel K120

##### Gara a squadre
| Posizione | Nazione        | Atleti                                                      | Punti |
| --------- | -------------- | ----------------------------------------------------------- | ----- |
| 1         | Finlandia      | Tuomo Ylipulli Pentti Kokkonen Matti Nykänen Jari Puikkonen | 583,0 |
| 2         | Austria        | Andreas Felder Armin Kogler Günther Stranner Ernst Vettori  | 579,5 |
| 3         | Germania Est   | Frank Sauerbrey Manfred Deckert Klaus Ostwald Jens Weißflog | 550,8 |
| 4         | Cecoslovacchia | Pavel Ploc Jiří Parma Martin Švagerko Miroslav Polák        | 531,0 |
| 5         | Stati Uniti    | Nils Stolzlechner Rick Mewborn Mark Koponacke Mike Holland  | 500,6 |
| 6         | Giappone       | Yataro Watase Akira Satō Chiharu Nishikata Masahiro Akimoto | 484,4 |

17 gennaio

Trampolino: Bergisel K120

#### Sci di fondo

##### 15 km
| Posizione | Atleta            | Nazione   | Tempo   |
| --------- | ----------------- | --------- | ------- |
| 1         | Kari Härkönen     | Finlandia | 40:42,7 |
| 2         | Thomas Wassberg   | Svezia    | 40:56,0 |
| 3         | Maurilio De Zolt  | Italia    | 41:27,2 |
| 4         | Giorgio Vanzetta  | Italia    | 41:33,2 |
| 5         | Gunde Svan        | Svezia    | 41:47,4 |
| 6         | Harri Kirvesniemi | Finlandia | 41:57,4 |

22 gennaio

Tecnica classica

##### 30 km
| Posizione | Atleta            | Nazione   | Tempo     |
| --------- | ----------------- | --------- | --------- |
| 1         | Gunde Svan        | Svezia    | 1:18:24,1 |
| 2         | Ove Aunli         | Norvegia  | 1:18:49,1 |
| 3         | Harri Kirvesniemi | Finlandia | 1:19:00,2 |
| 4         | Thomas Wassberg   | Svezia    | 1:19:03,3 |
| 5         | Kari Härkönen     | Finlandia | 1:19:04,4 |
| 6         | Aki Karvonen      | Finlandia | 1:19:42,9 |

18 gennaio

Tecnica classica

##### 50 km
| Posizione | Atleta           | Nazione        | Tempo     |
| --------- | ---------------- | -------------- | --------- |
| 1         | Gunde Svan       | Svezia         | 2:10:49,9 |
| 2         | Maurilio De Zolt | Italia         | 2:11:52,6 |
| 3         | Ove Aunli        | Norvegia       | 2:12:37,7 |
| 4         | Kari Härkönen    | Finlandia      | 2:13:17,0 |
| 5         | Miloš Bečvář     | Cecoslovacchia | 2:13:33,5 |
| 6         | Torgny Mogren    | Svezia         | 2:13:34,4 |

27 gennaio

Tecnica classica

##### Staffetta 4x10 km
| Posizione | Nazione          | Atleti                                                            | Tempo     |
| --------- | ---------------- | ----------------------------------------------------------------- | --------- |
| 1         | Norvegia         | Arild Monsen Pål Gunnar Mikkelsplass Tor Håkon Holte Ove Aunli    | 1:52:21,0 |
| 2         | Italia           | Marco Albarello Giorgio Vanzetta Maurilio De Zolt Giuseppe Ploner | 1:52:27,5 |
| 3         | Svezia           | Erik Östlund Thomas Wassberg Thomas Eriksson Gunde Svan           | 1:52:40,4 |
| 4         | Finlandia        | Aki Karvonen Veijo Hämäläinen Harri Kirvesniemi Aki Karvonen      | 1:53:01,8 |
| 5         | Svizzera         | Konrad Hallenbarter Giachem Guidon Joos Ambühl Andi Grünenfelder  | 1:53:57,7 |
| 6         | Unione Sovietica | Oleksandr Batjuk Nikolaj Zimjatov Vladimir Smirnov Jurij Burlakov | 1:54:29,7 |

24 gennaio

### Donne

#### Sci di fondo

##### 5 km
| Posizione | Atleta                  | Nazione        | Tempo   |
| --------- | ----------------------- | -------------- | ------- |
| 1         | Anette Bøe              | Norvegia       | 15:14,8 |
| 2         | Marja-Liisa Kirvesniemi | Finlandia      | 15:25,1 |
| 3         | Grete Ingeborg Nykkelmo | Norvegia       | 15:26,6 |
| 4         | Berit Aunli             | Norvegia       | 15:33,5 |
| 5         | Anne Jahren             | Norvegia       | 15:34,1 |
| 6         | Viera Klimková          | Cecoslovacchia | 15:36,7 |

21 gennaio

Tecnica classica

##### 10 km
| Posizione | Atleta                  | Nazione          | Tempo   |
| --------- | ----------------------- | ---------------- | ------- |
| 1         | Anette Bøe              | Norvegia         | 30:54,8 |
| 2         | Marja-Liisa Kirvesniemi | Finlandia        | 30:56,2 |
| 3         | Grete Ingeborg Nykkelmo | Norvegia         | 30:58,0 |
| 4         | Raisa Smetanina         | Unione Sovietica | 31:05,4 |
| 5         | Anne Jahren             | Norvegia         | 31:19,1 |
| 6         | Berit Aunli             | Norvegia         | 31:19,4 |

19 gennaio

Tecnica libera

##### 20 km
| Posizione | Atleta                  | Nazione          | Tempo     |
| --------- | ----------------------- | ---------------- | --------- |
| 1         | Grete Ingeborg Nykkelmo | Norvegia         | 59:19,1   |
| 2         | Brit Pettersen          | Norvegia         | 59:37,5   |
| 3         | Anette Bøe              | Norvegia         | 59:43,5   |
| 4         | Berit Aunli             | Norvegia         | 1:00:05,8 |
| 5         | Anfisa Rezcova          | Unione Sovietica | 1:00:22,1 |
| 6         | Marie Johansson         | Svezia           | 1:00:40,6 |

26 gennaio

Tecnica classica

##### Staffetta 4x5 km
| Posizione | Nazione          | Atlete                                                                  | Tempo     |
| --------- | ---------------- | ----------------------------------------------------------------------- | --------- |
| 1         | Unione Sovietica | Tamara Tichonova Raisa Smetanina Lilija Vasil'čenko Anfisa Rezcova      | 1:04:50,1 |
| 2         | Norvegia         | Anette Bøe Anne Jahren Grete Ingeborg Nykkelmo Berit Aunli              | 1:04:58,8 |
| 3         | Germania Est     | Manuela Oschmann Gaby Nestler Antje Harvey Ute Noack                    | 1:05:57,0 |
| 4         | Finlandia        | Pirkko Määttä Jaana Savolainen Marja-Liisa Kirvesniemi Marjo Matikainen | 1:06:32,0 |
| 5         | Cecoslovacchia   | Dagmar Švubová Alžbeta Havrančíková Viera Klimková Gabriela Svobodová   | 1:07:02,2 |
| 6         | Svizzera         | Karin Thomas Annelies Lengacher Martina Schönbächler Evi Kratzer        | 1:07:50,2 |

22 gennaio

## Medagliere per nazioni
| Posizione | Nazione          | Oro | Argento | Bronzo | Totale |
| --------- | ---------------- | --- | ------- | ------ | ------ |
| 1         | Norvegia         | 5   | 5       | 5      | 15     |
| 2         | Finlandia        | 2   | 3       | 4      | 9      |
| 3         | Svezia           | 2   | 1       | 1      | 4      |
| 4         | Germania Ovest   | 2   | 0       | 0      | 2      |
| 5         | Germania Est     | 1   | 0       | 2      | 3      |
| 6         | Unione Sovietica | 1   | 0       | 0      | 1      |
| 7         | Italia           | 0   | 2       | 1      | 3      |
| 8         | Austria          | 0   | 2       | 0      | 2      |